# كانداس هاتسون
كانداس هاتسون (بالإنجليزية: Candace Hutson)‏ هي ممثلة أمريكية، ولدت في 3 مايو 1980 في سافانا في الولايات المتحدة.

## وصلات خارجية
- كانداس هاتسون على موقع IMDb (الإنجليزية)
- كانداس هاتسون على موقع ألو سيني (الفرنسية)
- كانداس هاتسون على موقع قاعدة بيانات الفيلم (الإنجليزية)
- كانداس هاتسون على موقع كينوبويسك (الروسية)